# ROX e스포츠
ROX e스포츠(ROX ESPORTS)은 대한민국의 배틀그라운드 모바일, 카트라이더: 드리프트 프로게임단이다.
이전에는 카트라이더 러쉬플러스, 왕자영요, 발로란트, 철권 시리즈, 크레이지레이싱 카트라이더 프로게임단, 리그 오브 레전드 게임단을 운영했다.

## 개요
2023년 10월 기준, 카트라이더: 드리프트, 배틀그라운드 모바일 프로게임단을 운영하고 있다.

## 연혁

### 철권 시리즈
- 2017년 8월 7일 : ROX Gaming 철권 시리즈 프로게임단 창단
- 2018년 2월 21일 : ROX Dragons로 팀명 변경
- 2021년 6월 : 성남시의 네이밍 스폰에 의해 성남 ROX로 팀명 변경
- 2021년 12월 21일 : 비전 스트라이커스에 매각

### 왕자영요
- 2018년 : ROX Phoenix 왕자영요 프로게임단 창단
- 2020년 : 해체

### 크레이지레이싱 카트라이더
- 2019년 4월 30일 : ROX Raptors 크레이지레이싱 카트라이더 프로게임단 정식 창단
- 2019년 12월 10일 : ROX로 팀명 변경[1]
- 2020년 7월 14일 : 성남시의 네이밍 스폰에 의해 성남 ROX로 팀명 변경[2]
- 2020년 12월 14일 : ROX로 팀명 변경[3]
- 2021년 10월 12일 : 운영 중단

### 카트라이더 러쉬플러스
- 2022년 9월 13일 : ROX Gaming 카트라이더 러쉬플러스 프로게임단 창단
- 2023년 3월 26일 : 활동을 잠정 중단함.

### 배틀그라운드 모바일
- 2023년 2월 25일: ROX Gaming 배틀그라운드 모바일 프로게임단 창단

### 카트라이더: 드리프트
- 2023년 3월 2일 : ROX 카트라이더: 드리프트 프로게임단 창단[4]
- 2023년 5월 15일 : 성남시의 네이밍 스폰에 의해 성남 ROX로 팀명 변경

## 소속 선수

### 배틀그라운드 모바일
- 감독: 유상우

| 이름     | 아이디 | 비고 |
| -------- | ------ | ---- |
| 조윤재   | Tom    |      |
| 윤효근   | Pumbaa |      |
| 김동현   | Simbaa |      |
| 김서준   | Jerry  |      |
| 홍사무엘 | Auto   |      |

### 카트라이더: 드리프트
- 코치: 서정민

| 이름   | 아이디  | 포지션        | 비고 |
| ------ | ------- | ------------- | ---- |
| 홍성민 | Luning  | 스피드 에이스 | 주장 |
| 한승민 | AcidFly | 러너          |      |
| 최승현 | Navi    | 스위퍼        |      |
| 김주영 | BBoong  | 하이브리드    |      |
| 김의열 | Lens    | 아이템 에이스 |      |

## 주요 성적

### 철권 시리즈
- 2019 철권 월드 투어 드림핵 애틀랜타 우승 (배재민)
- 2019 철권 월드 투어 드림핵 애틀랜타 12위 (강성호)
- 2019 철권 월드 투어 드림핵 애틀랜타 14위 (아벨 델 마에스트로)
- 2019 철권 월드 투어 파이널 3위 (배재민)
- 2019 철권 월드 투어 파이널 17위 (강성호)
- 철권 월드 투어 2019 정읍드래곤즈컵 우승 (박진우)
- 철권 아프리카TV 철권 멸망전 우승 (박진우)
- 철권 월드 투어 타이페이 메이저 7위 (박진우)
- 철권 월드 투어 2019 월드투어 나가사키 오무라컵 4위 (박진우)
- 철권 월드 투어 락스앤롤 7위 (박진우)
- 아프리카TV 철권7 리그 시즌 1 우승 (배재민)
- 레벨업 원 철권7 시즌 4 우승 (박진우)
- 레벨업 원 철권7 인비테이셔널 준우승 (박진우)

### 왕자영요
- 2018 왕자영요 프로리그 폴 준우승
- 2018 왕자영요 챔피언컵 윈터 시즌 8위
- 2019 왕자영요 프로리그 스프링 5위
- 2019 왕자영요 월드 챔피언컵 10위
- 2019 왕자영요 프로리그 폴 3위
- 2019 왕자영요 챔피언컵 윈터 시즌 8강
- 2020 왕자영요 프로리그 글로벌 투어 스프링 6위
- 2020 왕자영요 프로리그 스프링 31위
- 2020 왕자영요 월드 챔피언컵 11위

### 크레이지레이싱 카트라이더

#### 팀전
- 2019 KT 5G 멀티뷰 카트라이더 리그 시즌 2 4위
- 2020 SKT JUMP 카트라이더 리그 시즌 1 준우승
- 2020 SKT 5GX JUMP 카트라이더 리그 시즌 2 준우승
- 2021 신한은행 헤이영 카트라이더 리그 시즌 1 3위
- 2021 신한은행 헤이영 카트라이더 리그 시즌 2 5위

#### 개인전
- 2019 KT 5G 멀티뷰 카트라이더 리그 시즌 2 우승 (이재혁)
- 2019 KT 5G 멀티뷰 카트라이더 리그 시즌 2 23위 (한승철)
- 2019 KT 5G 멀티뷰 카트라이더 리그 시즌 2 24위 (김응태)
- 2020 SKT JUMP 카트라이더 리그 시즌 1 4위 (이재혁)
- 2020 SKT JUMP 카트라이더 리그 시즌 1 8위 (김응태)
- 2020 SKT JUMP 카트라이더 리그 시즌 1 15위 (한승철)
- 2020 SKT JUMP 카트라이더 리그 시즌 1 26위 (송용준)
- 2020 SKT 5GX JUMP 카트라이더 리그 시즌 2 우승 (이재혁)
- 2020 SKT 5GX JUMP 카트라이더 리그 시즌 2 준우승 (송용준)
- 2020 SKT 5GX JUMP 카트라이더 리그 시즌 2 13위 (한승철)
- 2020 SKT 5GX JUMP 카트라이더 리그 시즌 2 17위 (신종민)
- 2021 신한은행 헤이영 카트라이더 리그 시즌 1 4위 (송용준)
- 2021 신한은행 헤이영 카트라이더 리그 시즌 1 5위 (이재혁)
- 2021 신한은행 헤이영 카트라이더 리그 시즌 1 13위 (신종민)
- 2021 신한은행 헤이영 카트라이더 리그 시즌 2 우승 (이재혁)
- 2021 신한은행 헤이영 카트라이더 리그 시즌 2 9위 (송용준)
- 2021 신한은행 헤이영 카트라이더 리그 시즌 2 19위 (신종민)

### 발로란트
- 레이지 발로란트 재팬 인비테이셔널 16강

### 카트라이더 러쉬플러스

#### 팀전
- 2022 신한은행 쏠 카트라이더 러쉬플러스 리그 시즌 2 3위

#### 개인전
- 2022 신한은행 쏠 카트라이더 러쉬플러스 리그 시즌 2 (SSEAL)
- 2022 신한은행 쏠 카트라이더 러쉬플러스 리그 시즌 2 (JJONG)
- 2022 신한은행 쏠 카트라이더 러쉬플러스 리그 시즌 2 9위 (SIWOO)
- 2022 신한은행 쏠 카트라이더 러쉬플러스 리그 시즌 2 12위 (RUNPILMO)

### 카트라이더: 드리프트

#### 팀전
- 카트라이더: 드리프트 리그 프리시즌 1 4위
- 카트라이더: 드리프트 리그 프리시즌 2 3위
- 2023 카트라이더: 드리프트 리그

#### 개인전
- 카트라이더: 드리프트 리그 프리시즌 1 11위 (Spell 김우준)
- 카트라이더: 드리프트 리그 프리시즌 2 7위 (DDING 이명재)
- 카트라이더: 드리프트 리그 프리시즌 2 10위 (Duzzi 김지환)
- 카트라이더: 드리프트 리그 프리시즌 2 11위 (JJONG 한종문)
- 카트라이더: 드리프트 리그 프리시즌 2 15위 (Spell 김우준)
- 카트라이더: 드리프트 리그 프리시즌 2 30위 (VEGA 이진건)
- 2023 카트라이더: 드리프트 리그 (Luning 홍성민)
- 2023 카트라이더: 드리프트 리그 (BBoong 김주영)
- 2023 카트라이더: 드리프트 리그 (AcidFly 한승민)
- 2023 카트라이더: 드리프트 리그 21위 (Navi 최승현)